# Addax
L'addax (Addax nasomaculatus) és un antílop extremadament rar que viu en múltiples zones aïllades del Sàhara. Fa aproximadament un metre d'alçada i pesa 125 quilograms. És de color blanc, tret del pit, el coll i el cap, que són predominantment castanys, amb una zona blanca sobre el pont del nas i d'altres al voltant de la boca. Les banyes anellades estan presents tant en els mascles com les femelles i se'n diferencien per la mida: en els mascles assoleixen una llargada de 120 cm i en les femelles 80 cm. A diferència d'altres antílops, manca de glàndules facials i presenta una dentadura rectangular, semblant a la del bestiar.